# Telemaco Arcangeli
Telemaco Arcangeli (ur. 4 lipca 1923 w Velletri, zm. 18 listopada 1998 w Rzymie) – włoski lekkoatleta, chodziarz.
Na mistrzostwach Europy w Brukseli (1950) został zdyskwalifikowany w chodzie na 10 000 metrów.
Odpadł w eliminacjach chodu na 10 000 metrów podczas igrzysk olimpijskich w Helsinkach (1952).

## Rekordy życiowe
- Chód na 10 kilometrów – 45:46 (1950)